# Montpellier villamosvonal-hálózata
Montpellier villamoshálózatának története 1880-ban kezdődött, ekkor épült meg Comédie és Castelnau-le-Lez között az első lóvasút. 1897-ben jelentek meg a városban az első, elektromos árammal üzemeltetett villamosok. Az 1940-es évekre már 12 km hosszú villamospálya volt a város területén. Az 1950-es évek rohamos építkezései, várostervezése, az úthálózat és a trolibuszok megjelenése fokozatosan kiszorította a villamosközlekedést, a legtöbb villamosvonalat felszámolták és autóutakat építettek a helyükre. Ma Montpellier-ben négy fő, hagyományos értelemben vett villamosútvonal található, ezt kiegészíti az İstiklal sugárúton haladó nosztalgiavillamos, illetve a városi vasúthálózat.